# تالافيلويرا دي لا فيرا
بلدية تالافيلويرا دي لا فيرا (بالإسبانية: Talaveruela de la Vera)‏، هي بلدية تقع في مقاطعة قصرش والتي تقع في منطقة إكستريمادورا، غرب إسبانيا.
يبلغ عدد سكانها 424 نسمة وفقاً لإحصائية سنة 2002م.